# Sikhara

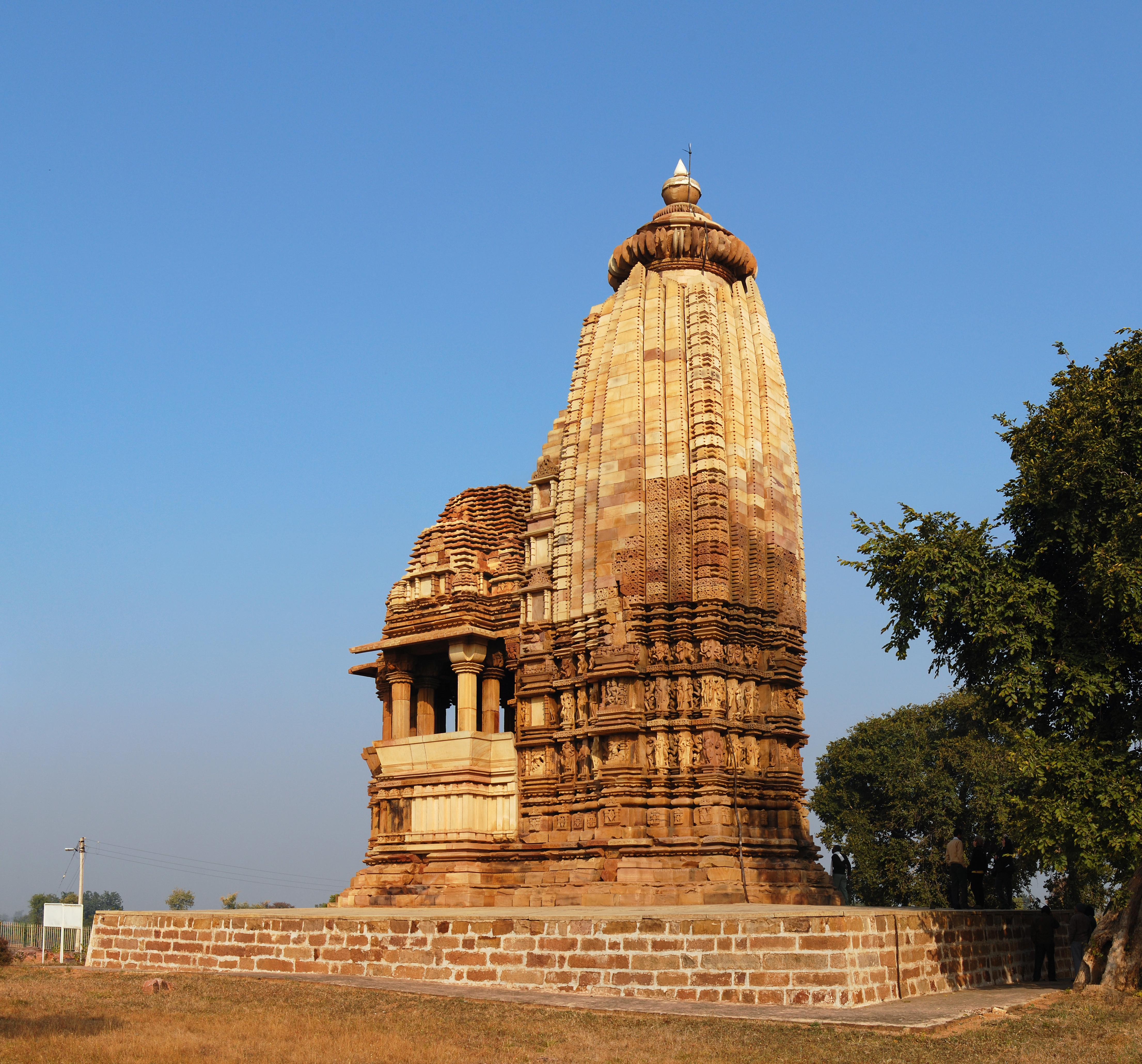
Sékhári típusú Sikhara Khadzsuráhóban, a Csaturbhudzsa templom

A sikhara (dévanágari: शिखर, ISO: śikhara, jelentése csúcs vagy hegycsúcs) a hindu templomépítészetre jellemző architekturális elem, kúp, vagy négyzetes gúla alakú magas, csúcsos felépítmény, amelyet hagyományosan hindu szentélyek (deul) vagy oszlopos csarnokok (mandapa) fölé emelnek. A sikhara nem a templom egy behatárolható része, hanem magát a toronyformát jelöli. A belső szentély fölé emelt sikhara a rékha.
Az észak-indiai térségben, elsősorban Oriszában a méhkas, kúp alak a jellemző (nágari "városi" építészet), míg délen, a dravida területeken, a négyzetes alap az elterjedtebb. Megjegyzendő, hogy az északi, magasra törő tornyokkal ellentétben délen sikharának már csak a kis kupolás homlokzatrészt nevezik, amely többnyire egy tömbből faragott monolit felépítménynek tekinthető. A sikharák kialakulása Asóka uralkodása előtti időszakra tehető, valószínűleg a kezdetleges, földbe ásott, felül összekötözött bambuszrudakból készült templomok építészeti megoldására vezethető vissza, amelyeket a századok folyamán kövekkel erősítettek ki, majd egyre gazdagabban díszítettek.

## Jellege és építése
A belső szentély (garbagriha) felett tornyosuló, magas felépítményű sikhara az ősi Méru-hegyet szimbolizálja, ahol az istenek laknak. Vízszintes rétegezettsége és felosztása (bhúmik) a különböző istenek rangsorát jelzi, ahogy a hegyen elfoglalják helyüket. Ezek a rétegek az északi sikharák esetében egyszerű geometriai ábrákat tartalmaznak, és mentesek az antropomorf ábrázolásoktól. A szobrok általában a függőleges hasadékokban, a pagákban foglalnak helyet, illetve a talapzaton (bada), vagy a többnyire megemelt lábazaton (piszták). Gyakori elem a sikharák oldalába faragott díszes szentélymásolat, amelyet szintén szobrok díszítenek.
A sokszor 40-50 méter magas építmények egy meglehetősen kis teret fednek le, a garbagrihát (anyaméh kamra), amelyben annak az istenségnek a szimbóluma vagy arcképe van, akinek a templomot szentelték. Siva isten esetében például itt található a lingajóni, a fallikus férfi, illetve női jelleg egyesülését jelképező termékenységi szimbólum.
A kőlapokkal lefedett belső tér fölé egyre inkább elcsúsztatott, simára csiszolt, vagy csapolással rögzített kőlapokat helyeznek, amelyek habarcs és kötőanyag nélkül, saját súlyuknál fogva alakítják ki a sikhara formáját. A felépítmény belsejét kőtörmelékkel, földdel töltik meg, ezzel akadályozva meg annak beomlását.
Az első kőből készült sikharákat az 5. században Uttar Prades államban, Dévgarhban építették, a Visnunak szentelt Dasávatár templomban.

## Változatai

Nágari templomstruktúra

Az északi templomépítészetben két sikhara-stílus honosodott meg:
- Latina, amelyre a görbe vonalú kontúrok jellemzők, és a belső szentély fölé építették
- Phamszana, amelyre inkább az egyenesek által határolt, éles kontúrok jellemzők, kupolás jellegű, vagy harang alakú, és elsősorban a hívek csarnokának (mandapa) befedésére szolgálnak.

A sikhara felületét finoman áttört díszítések, ú.n. szamárhátívek (csandrasálák) borítják, a gúla legfelső részét levágják, és a csúcs helyére egy széles, barázdált, tányér alakú díszítést helyeznek ( ámla, ámlaka, vagy amalaszaraka). A latina sikharának két további változata is van, a sekhári, amelynél a központi tornyot körben, annak teljes magasságában apró sikharák szegélyezik, egyre csökkenő méretben, valamint a bhumidzsa, amelynél vízszintes, lapos kiszögellések jellemzők a négy sarkon, amelyek szabályos sorokban rétegződnek a tető magasságáig.
A latina forma ívelt, négyszögletes formájú torony, amely a többszintű szentélyek fejlődése során alakult ki, a Gupta-dinasztia idején (negyedik-ötödik századig), és a templomépítészet kedvelt formája volt. A tornyokat kezdettől fogva ámlák (vagy ámalakák, kerek, bordázott elemek) koronázták, a sarkoknál hamis emeleteket alakítottak ki rajtuk. Ez volt az észak-indiai, vagy „városi” (nágari) építészet egy kedvelt eleme a 7. és a 10. század között, és jelentőségét a későbbi sekhári (vagy anekandaka) stílus homályosította el. Neve a latá, vagyis „kúszónövény” szóból ered. A hamis emeleteket gyakran kis ámlakák szegélyezik, és az ívelt felépítménybe kicsinyített sikharák (angasikharák) simulnak. Jellegzetes latina típusú sikhara látható a Bhuvanesvári Lingarádzsa-templom felépítményén, de Madhja Pradesben Amrol, Batesára, Gvalijárban (Gudzsári Múzeum), Naresara, Terahi. Gudzsarátban : Roda, Samaladzsi, Modhera, Rádzsasztánban Oszián, Karnátakában: Pattadakal, Ándhra Pradesben: Alampur templomainak kedvelt építési módja.
A kompozit sekhári (vagy anekandaka) építészeti megoldás volt a legfontosabb formája a nágari templomépítészetnek a 10. század óta Közép- és Nyugat-Indiában. Az elképzelés szerint ez a típus testesítette meg a latina szentélyek egy bizonyos konstellációját, amelyek egymásba hatolva emelik a hely nagyszerűségét. A sok kis latina forma egymásra épül, és ezzel egy új stílus alakul ki. Elsősorban a túl hangsúlyos sarkok lekerekítésének érdekében próbálták harmonikus egységbe foglalni a struktúrát, ezzel együtt egy terjedelmes, kövérített kompozíciót alakítottak ki. A Kandárja Mahádéva-templom Khadzsuráhóban, és a Rádzsaráni-templom Bhuvanésvárban ennek a stílusnak a legszebb példái.
A bhumidzsa típusú sikharák a 11. században jelentek meg mint a sekhári alternatív kompozit formái, és egyértelműen a korai latina típusú sikhara egy továbbfejlesztett változatai. Ez felismerhető a pilléreken nyugvó tornyok sugaras láncolatából, és az ezek között elhelyezkedő bhadrákból, kicsinyített szentélyekből vagy sikharákból, amelyek egy ortogonális, vagy csillag alaprajz köré építettek. A bhumidzsa építésű tornyok különösen fontosak az indiai templomi építészetben, mivel ez volt a Malvai Paramara-dinasztia kedvelt építési formája. Úgy látszik a stílus elterjedése alapján is, hogy a templomépítő céhek nagy számban szakosodtak erre a típusra. Bhodzsa befejezetlen templomai Bhodzspurban, a környező rajzok és töredékek ezt a hagyományt erősítik.
A név jelentése: „földből születő lány”. Kevésbé elterjedt sikhara építési mód, mint a sekhári, különösen Közép-Indiában fordulnak elő ilyen megoldások. E típusnak jellegzetes képviselője a Madhja Prades államban található udajpuri Udajésvara-templom.
- Latina típusú sikhara Pattadakalban
- Sekhari típusú sikhara a Kandárja Mahádéva-templomban Khadzsuráhóban
- Bhumidzsa típusú sikhara: a Madhja Prades államban található udajpuri Udajésvara-templom
- Dél-indiai (dravida stílusú) sikhara hagyományos szerkezeti felépítése Mahalipuramban